# Mariä Himmelfahrt (Indersdorf)

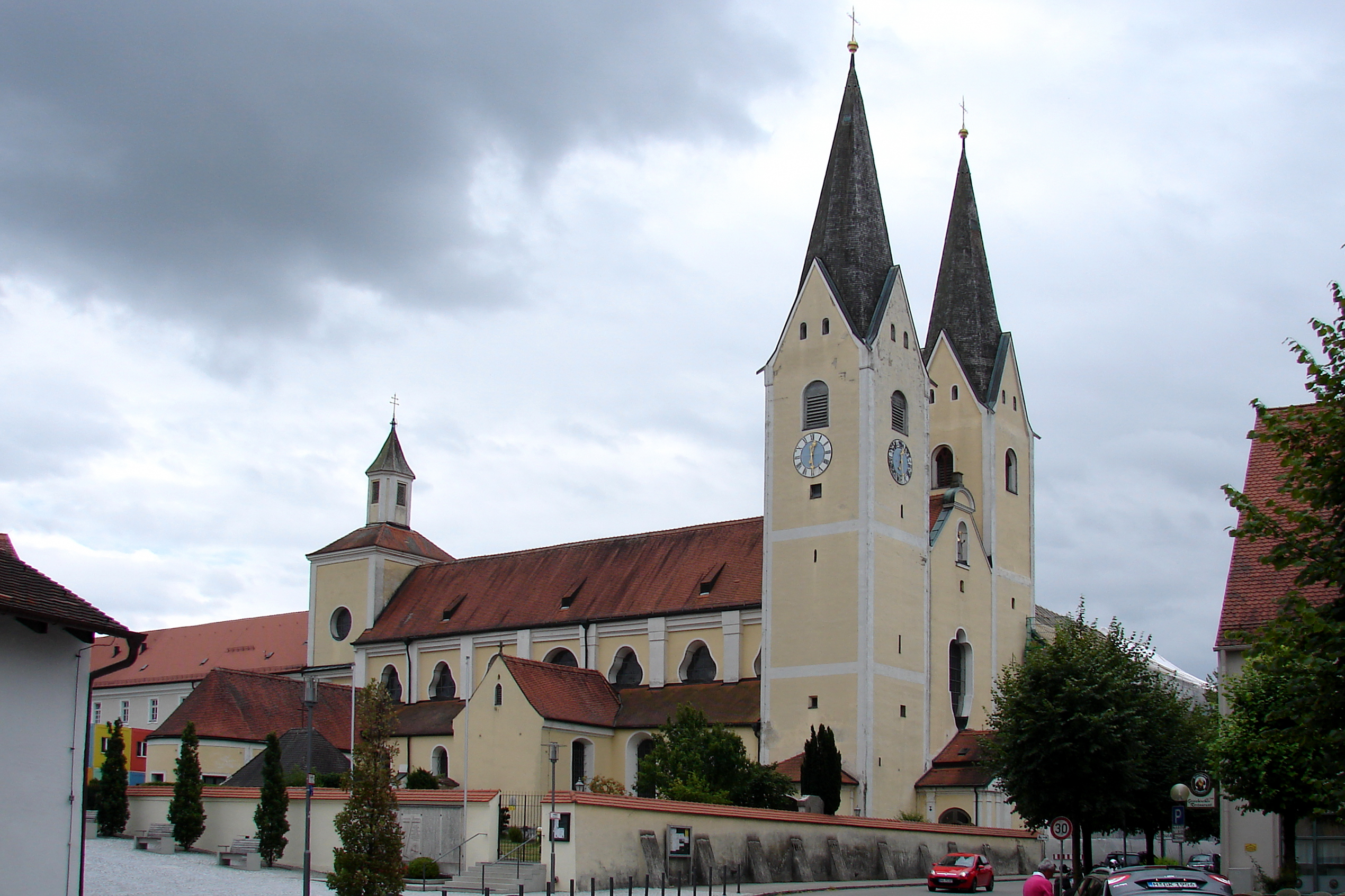
Klosterkirche Mariä Himmelfahrt in Indersdorf

Die römisch-katholische Pfarr- und Klosterkirche Mariä Himmelfahrt in Indersdorf wurde zusammen mit der Klosteranlage im Jahre 1120 durch Pfalzgraf Otto V. von Wittelsbach gegründet. Sie war bis 1783 Stiftskirche der Augustiner-Chorherren. Damals wurde das Kloster Indersdorf durch Kurfürst Karl Theodor aufgelöst und sein Vermögen dem Münchner Liebfrauenstift übertragen. 1803 wurden Kloster und Kirche zusammen mit dem Münchner Liebfrauenstift säkularisiert. Seither dient die Stiftskirche als Pfarrkirche, zu der mehrere Filialkirchen gehören. Sie liegt im Ortsteil Kloster Indersdorf in der Gemeinde Markt Indersdorf im Landkreis Dachau und gehört zum Erzbistum München und Freising.

## Geschichte
An der Stelle des späteren Klosters stand eine Nikolauskapelle, die bereits für das Jahr 1096 belegt ist. Sie gilt als die Urzelle des Klosters, wurde nach der Klostergründung 1120 um eine sogenannte Predigerkirche erweitert und 1128 durch den Salzburger Erzbischof Konrad I. geweiht. Nach einem Brand wurde sie als dreischiffige Pfeilerbasilika neu errichtet. Zu einem größeren Umbau kam es ab 1430. Damals wurden die Seitenschiffe verkürzt, die Chorarkaden zum Langhaus abgemauert, die Stichkappentonnen ersetzt und die Doppelturmfassade errichtet. In dieser Bauphase wurden auch die Marienkapelle (später „Rosenkranzkapelle“) und die Annakapelle gebaut.
Nach den Zerstörungen im Dreißigjährigen Krieg veranlasste Propst Georg I. Mall (1673–1693) umfassende Veränderungen im Stil des Barock. Damals schuf der Münchner Hofmaler Johann Andreas Wolff wertvolle Altargemälde für die Annakapelle und den Hochaltar mit dem Patrozinium Mariä Himmelfahrt.
Ab 1694 wurden unter Propst Georg II. Riezinger (1704–1721) die Klostergebäude neu errichtet. In der Spätphase seiner Amtszeit erhielt die Kirche sieben Altaraufbauten im Chor und in den Seitenschiffen. Propst Gelasius Morhart (1748–1768) veranlasste ab 1752 den Bau der Sakristei, danach wurden in der Kirche die Fenster erweitert, das Mittelschiffgewölbe erneuert und die Westempore verlängert. Anschließend folgte die Ausschmückung im Stil des Rokoko. Die Umgestaltung im Stil des Rokoko prägt bis heute das Erscheinungsbild der Kirche.
Im Jahre 2020 wurde das 900-jährige Bestehen von Kirche und Kloster Indersdorf begangen. Die geplanten Jubiläums-Veranstaltungen sollen im Jahre 2022 nachgeholt werden.

## Ausstattung

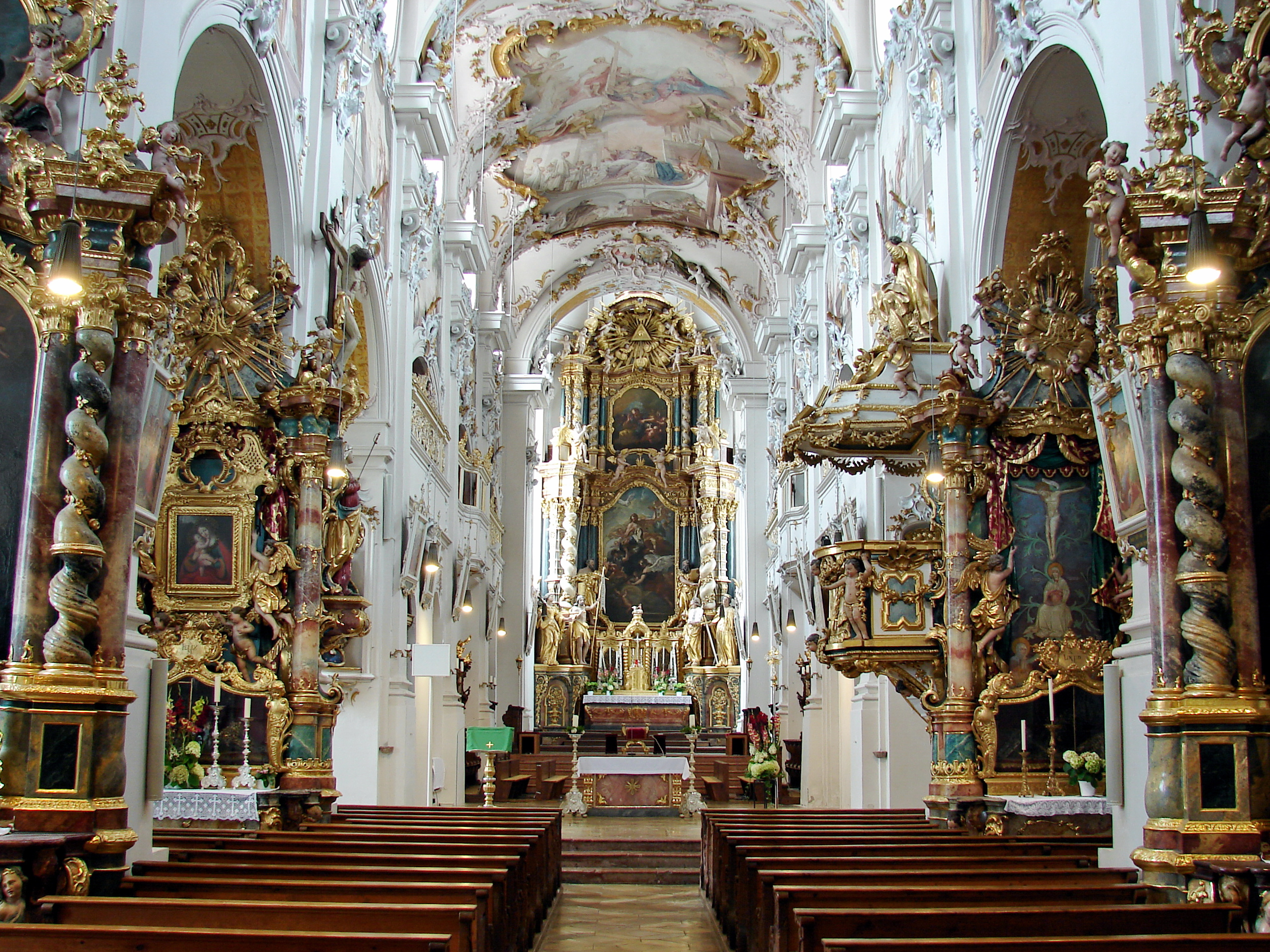
Innenraum der Klosterkirche Indersdorf

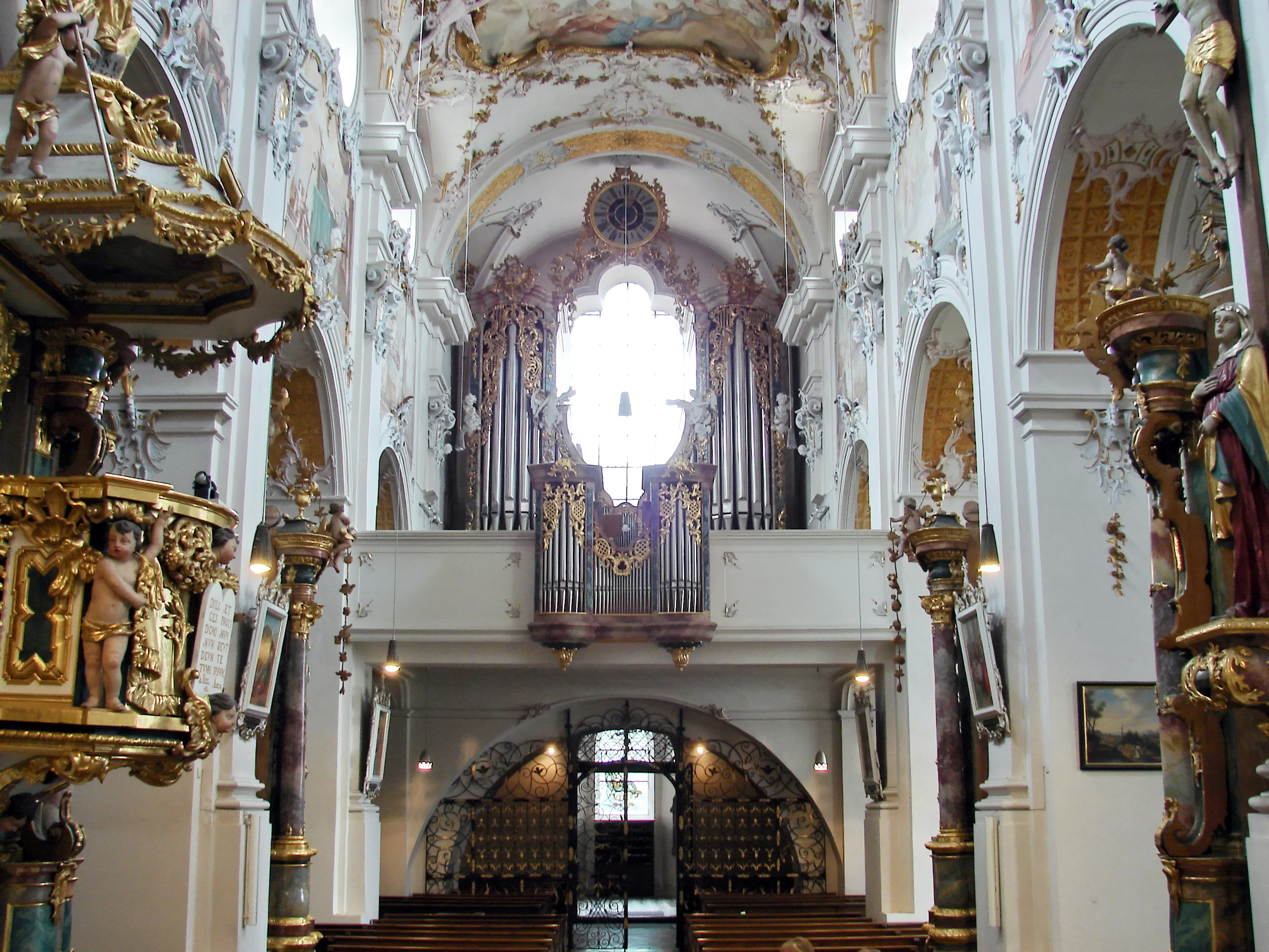
Empore mit zweiteiligem Orgelprospekt sowie Rückpositiv

Die sechs überlebensgroßen Figuren des Hochaltars sind Spätwerke des Münchner Bildhauers Andreas Faistenberger aus dem Jahre 1721. Dargestellt sind die Heiligen Petrus, Paulus, Johannes Evangelist, Johannes der Täufer, Katharina und Margaretha. In das neue Altarretabel wurden zwei ältere Wolf-Gemälde aus dem Jahre 1691 übernommen. Auch die beiden Skulpturen am Choreingang mit der Darstellung Maria Immaculata und hl. Joseph stammen von Andreas Faistenberger.
Der vergoldete Tabernakel stammt nicht aus der Entstehungszeit des Hauptaltars. Er wurde nach Entwurf des Münchner Architekten Joseph Elsner in seinem „Atelier für christliche Kunst“ im Stil des Neubarocks um 1900 geschaffen.
Die großartige Stuckierung schuf Franz Xaver Feichtmayr, die Fresken 1754/55 Matthäus Günther und 1755/58 dessen Mitarbeiter Johann Georg Dieffenbrunner. 1758 war Matthäus Günther nochmals in Indersdorf und malte die Fresken der Anna- und der Rosenkranzkapelle. Der gesamte Freskenzyklus widmet sich dem Leben des hl. Augustinus, dem Ordensgründer der Augustiner-Chorherren.

## Orgel
Die Orgel mit 33 Registern auf zwei Manualen und Pedal wurde von Anton Staller im Jahr 1988 neu gebaut. Das Hauptwerk und Pedal befindet sich im historischen Gehäuse von 1755, das Brüstungswerk in einem neuen Gehäuse. Teilweise wurde alter Pfeifenbestand wiederverwendet. Die Disposition lautet:
| I Hauptwerk |       |            |
| Bordun      | 16′   |            |
| Prinzipal   | 8′    |            |
| Gamba       | 8′    | (alt)      |
| Rohrflöte   | 8′    |            |
| Violflöte   | 8′    | (alt)      |
| Octave      | 4′    |            |
| Holzflöte   | 4′    | [ Anm. 1 ] |
| Cornett V   | 8′    |            |
| Quinte      | 2 ⁄3′ |            |
| Hohlflöte   | 2′    |            |
| Superoctave | 2′    |            |
| Mixtur IV   | 1 ⁄3′ |            |
| Trompete    | 8′    |            |
| Vox humana  | 8′    |            |
| Tremulant   |       |            |

| II Brüstungswerk |        |            |
| Copel            | 8′     | [ Anm. 1 ] |
| Quintade         | 8′     |            |
| Prinzipal        | 4′     |            |
| Koppelflöte      | 4′     |            |
| Nasard           | 2 ⁄3′  |            |
| Flautino         | 2′     | (alt)      |
| Terz             | 1 3⁄5′ |            |
| Quint            | 1 ⁄3′  |            |
| Zimbel III       | 1′     |            |
| Schalmey         | 8′     |            |
| Tremulant        |        |            |

| Pedal        |         |            |
| Prinzipalbaß | 16′     | [ Anm. 1 ] |
| Subbaß       | 16′     |            |
| Quintbaß     | 10 2⁄3′ |            |
| Oktavbaß     | 8′      |            |
| Gedeckt      | 8′      | (alt)      |
| Choralbaß    | 4′      |            |
| Mixtur       | 2 ⁄3′   | (alt)      |
| Bombarde     | 16′     |            |
| Posaune      | 8′      |            |

- Koppeln: Normalkoppeln
- Spielhilfen: 9-facher Registerspeicher
- Bemerkungen: Schleiflade, mechanische Spieltraktur, Doppelregistratur

Anmerkungen
1. 1 2 3  teilw. alt